# La Salle (Italie)
Pour les articles homonymes, voir La Salle.
La Salle est une commune de la région autonome de la Vallée d'Aoste en Italie.

## Géographie

Localisation de la commune de La Salle à l'intérieur de la Vallée d'Aoste.

La Salle se situe à l'entrée du Valdigne.

## Toponymie
- Dans le patois francoprovençal local La Sòla
- Durant la période fasciste, de 1935 à 1946, le nom de la commune était Sala Dora.

## Histoire

### Subdivision historique
L'ancienne commune de Derby a été fusionnée à La Salle par un arrêté de la Royale Délégation du Duché d'Aoste le 8 mai 1782 et par un autre arrêté du 24 août 1787 selon Jean-Baptiste de Tillier.

## Économie
Situé dans le Valdigne, à La Salle se trouve le siège de la communauté de montagne Valdigne - Mont-Blanc.
La commune de La Salle, ensemble avec celle de Morgex, est très connue pour la production du vin blanc AOP Vallée d'Aoste Blanc de Morgex et de La Salle, produit à partir d'un cépage autochtone, dénommé prié blanc.

## Culture

### Monuments et lieux d'intérêt
- L'église paroissiale Saint-Cassien, avec son clocher roman aux fenêtres géminées ;
- Un hospice construit au XIIe siècle, incendié par les Français en 1691 ;
- La tour des Cours ;
- La maison forte Aragon, au hameau Écharlod ;
- Les ruines du château féodal du Châtelard, également incendié par les Français où seul son donjon subsiste ;
- Le hameau Derby, sur la droite orographique de la Doire Baltée, fait partie de cette commune. On peut admirer une église romane du Xe siècle et des ruines de maisons fortes, témoignages de l'indépendance de Derby du comté de Savoie, sous l'administration directe du diocèse d'Aoste : entre autres, la Tour de Derby, le Château judiciaire et le Château notarial ;
- La cascade du torrent Lenteney, à Derby ;
- La Maison Gerbollier (ou maison Viard), siège de la maison communale ;
- La maison forte Bovet, en localité Le Pont ;
- La tour de Favray ;
- La réserve naturelle de Marais, partagée avec la commune de Morgex.
- Gare de Derby

### Innocent V
Une thèse indique que le pape Innocent V serait originaire du hameau Écours, La Salle faisant partie du Comté de Savoie à l'époque. Suivant cette hypothèse, une rue d'Aoste porte son nom.

## Fêtes, foires
- La Badoche, la fête du saint patron Cassien, avec les jeunes du village qui font le tour des maisons pour annoncer la fête. Ensuite, après la messe, ils dansent sur le parvis de l'église. La Badoche a lieu du 11 au 13 août.

## Personnalités liées à La Salle
- Jean Domaine - religieux, prieur de la Collégiale de Saint-Ours ;
- Franco Lovignana - religieux, évêque d'Aoste et ancien prieur de la Collégiale de Saint-Ours ;
- Federica Brignone - skieuse alpine, née en 1990 à Milan et résidente à La Salle.

## Sport
Dans cette commune se pratiquent le fiolet et le palet, deux des sports traditionnels valdôtains.

## Galerie de photos

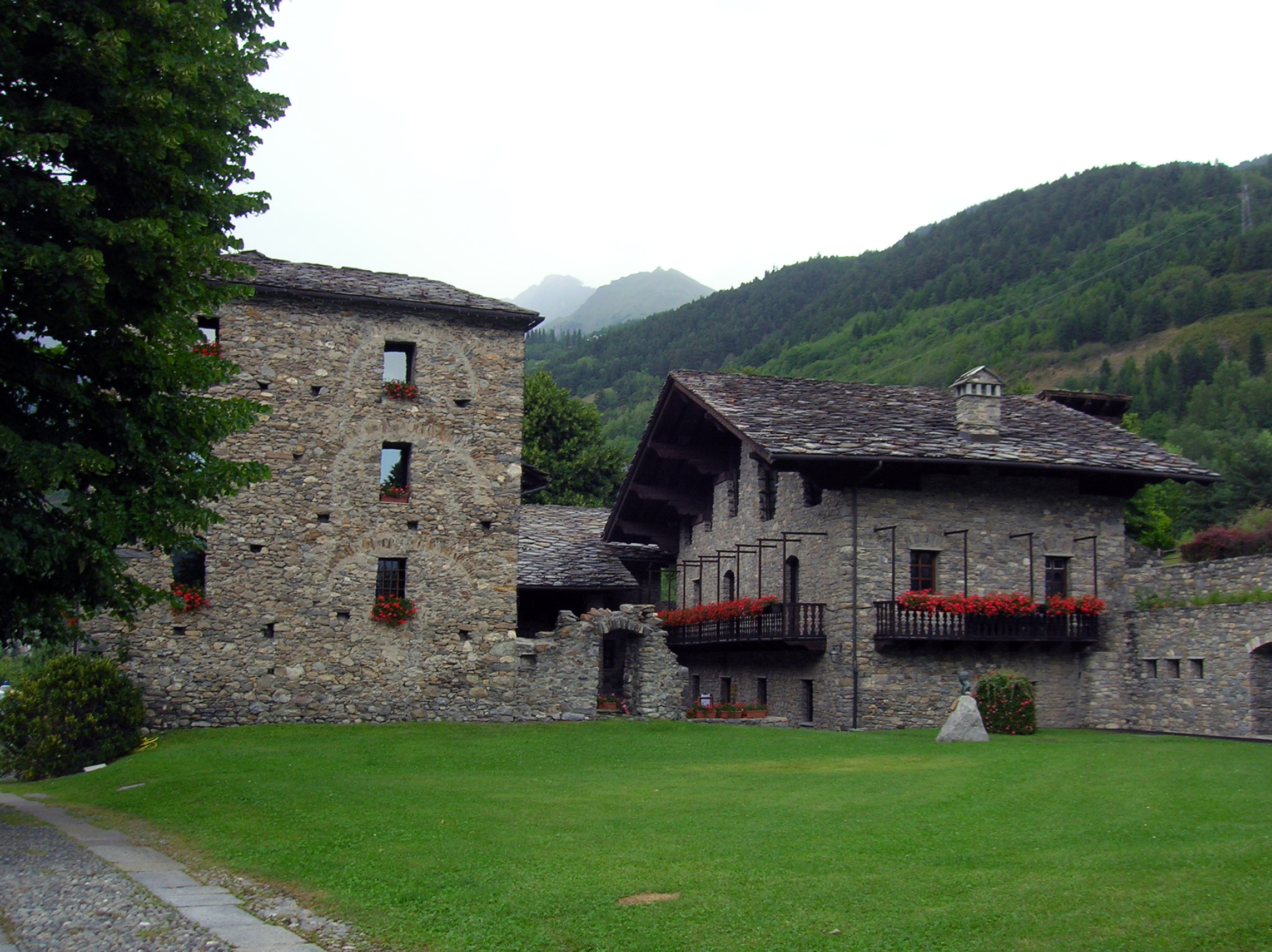
La Maison Gerbollier, siège de la maison communale et de la bibliothèque.
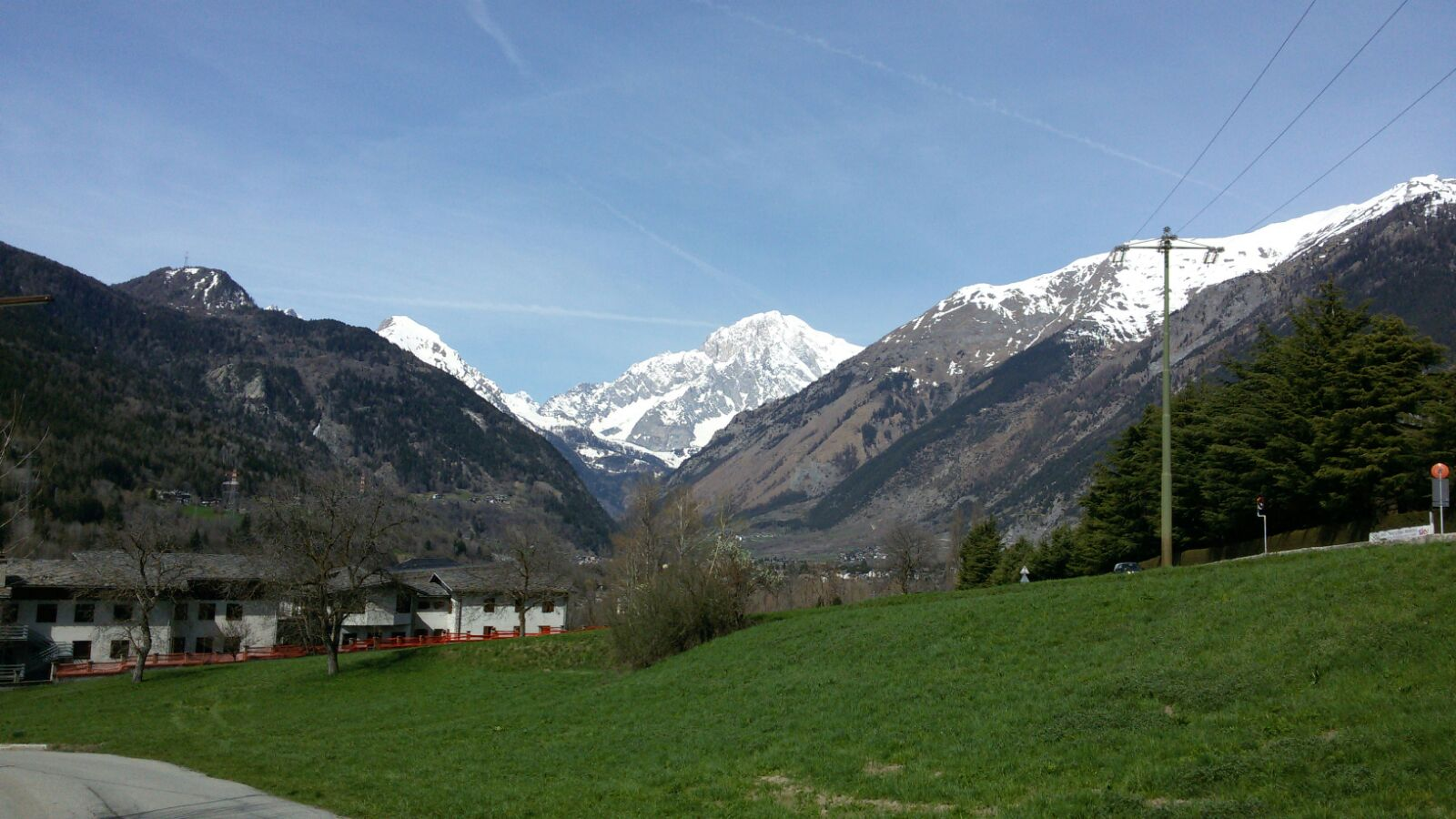
Vue du Mont Blanc
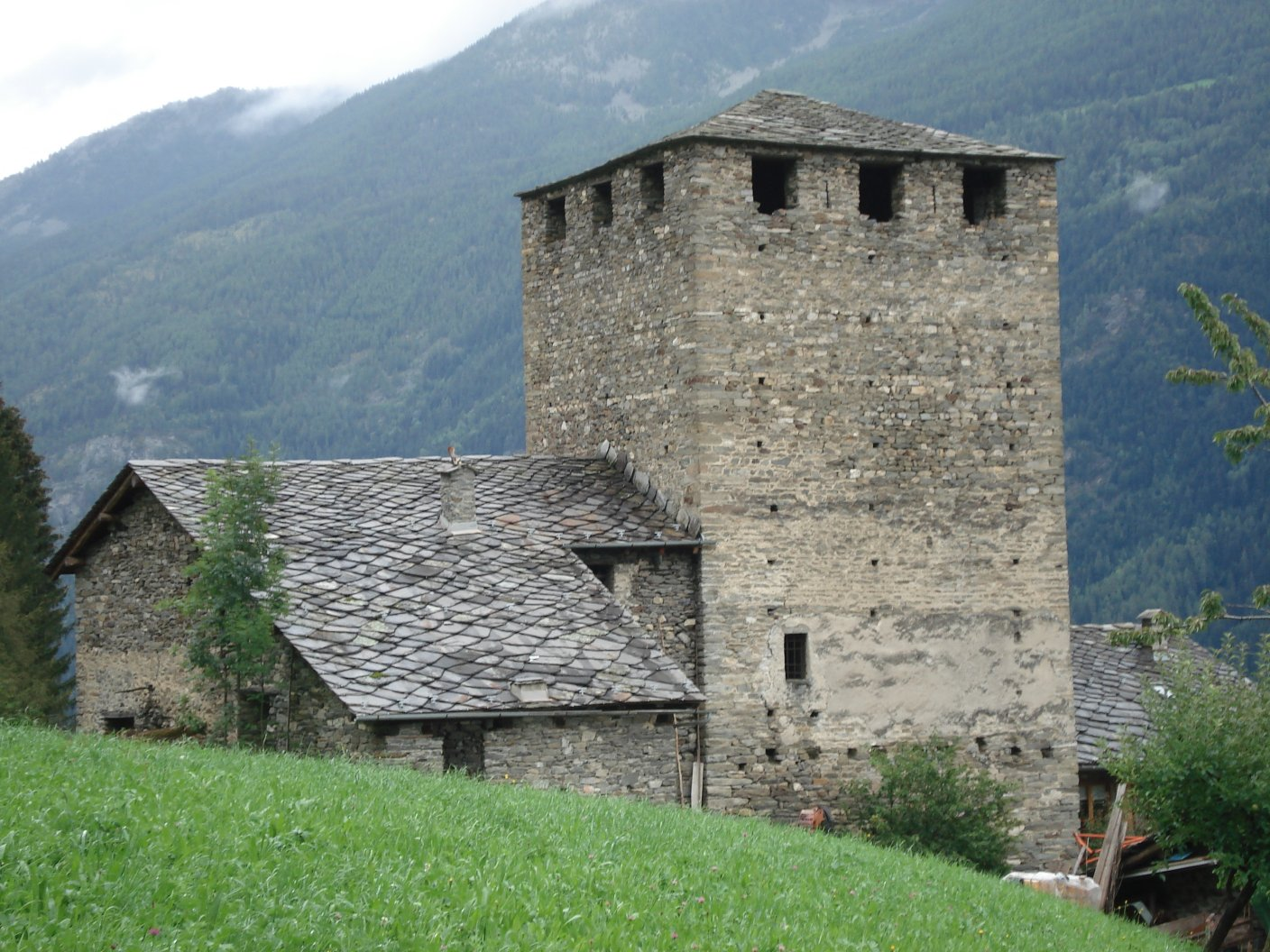
Le château d'Écours
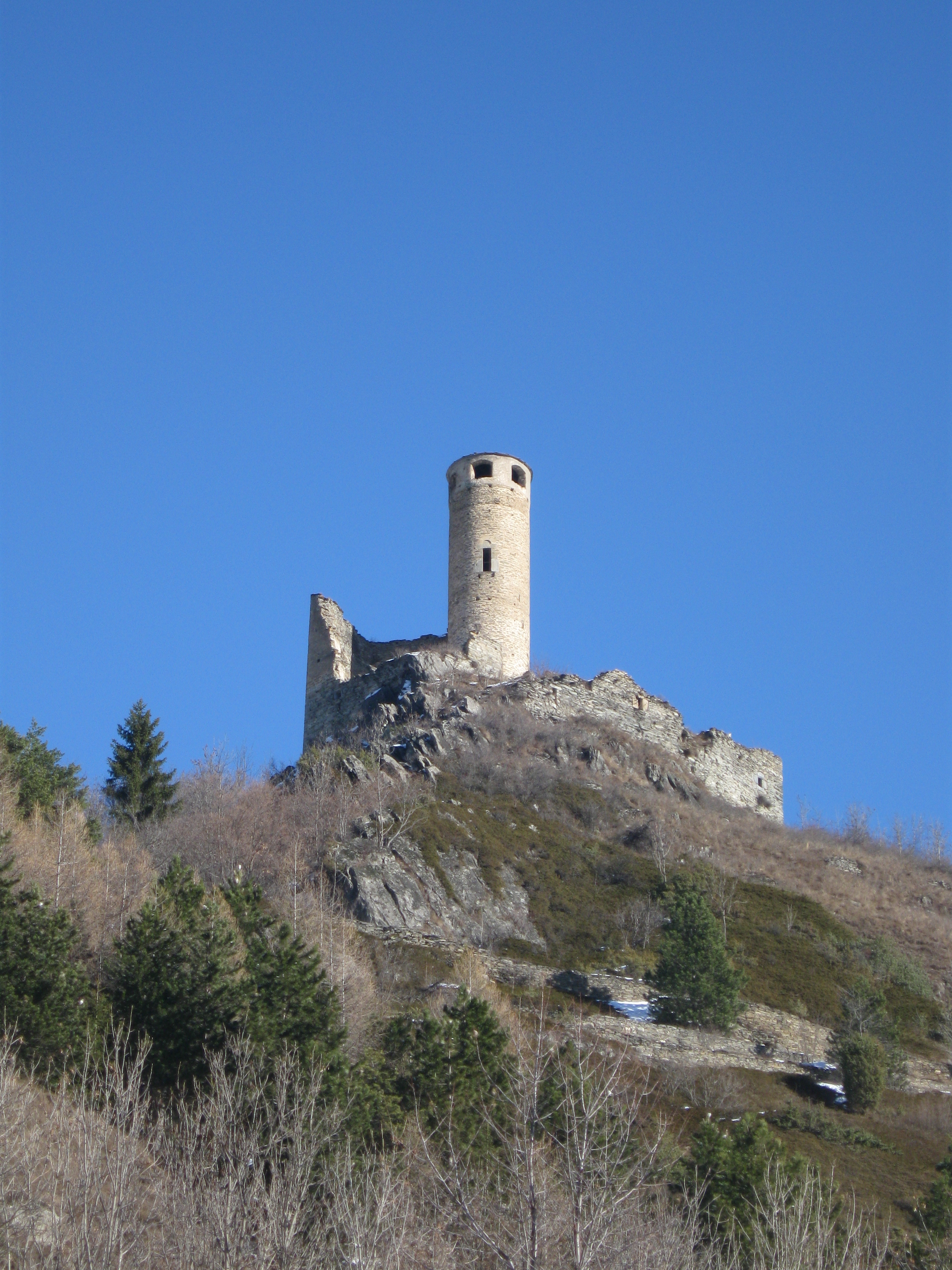
La tour de Châtelard
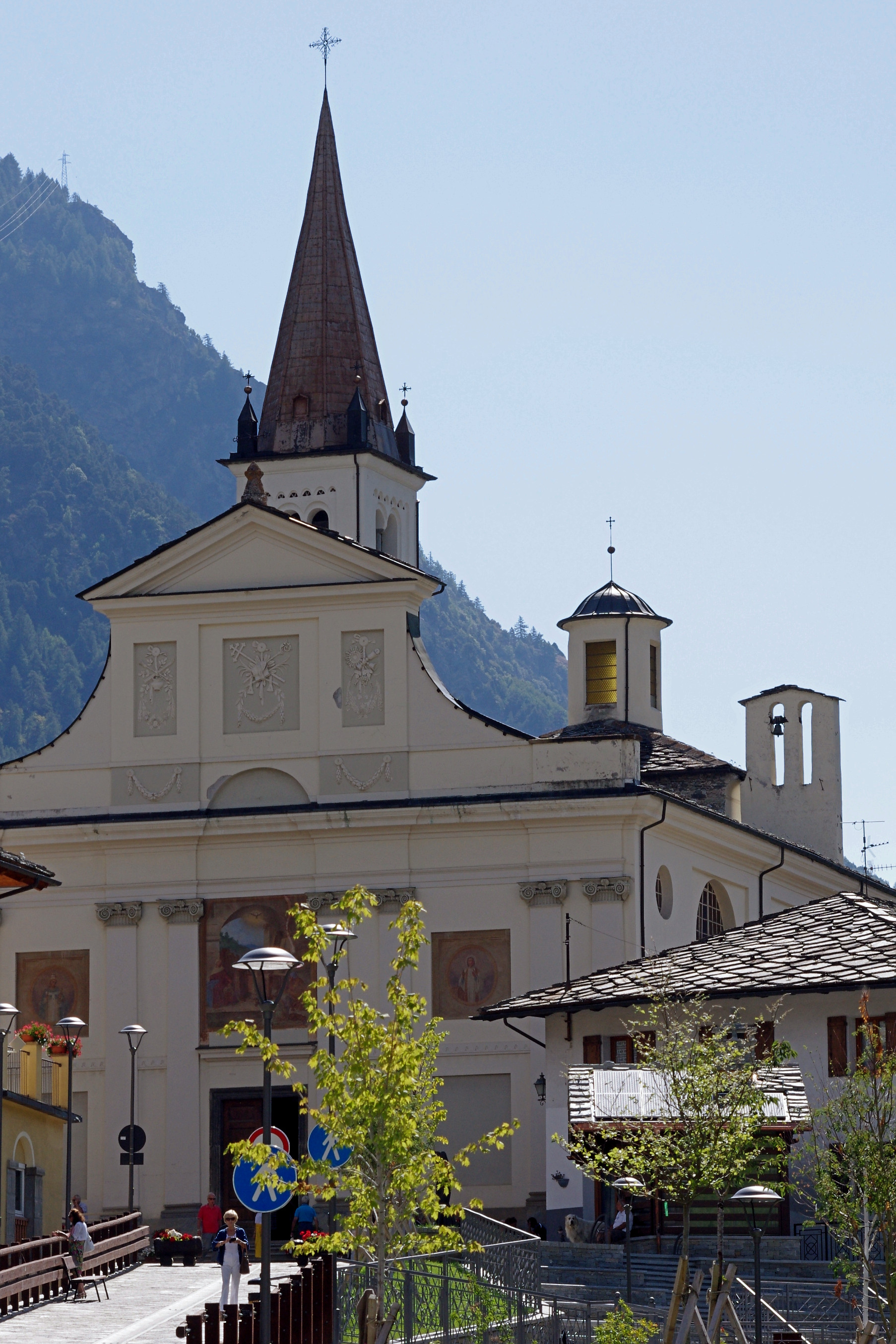
L'église paroissiale Saint-Cassien
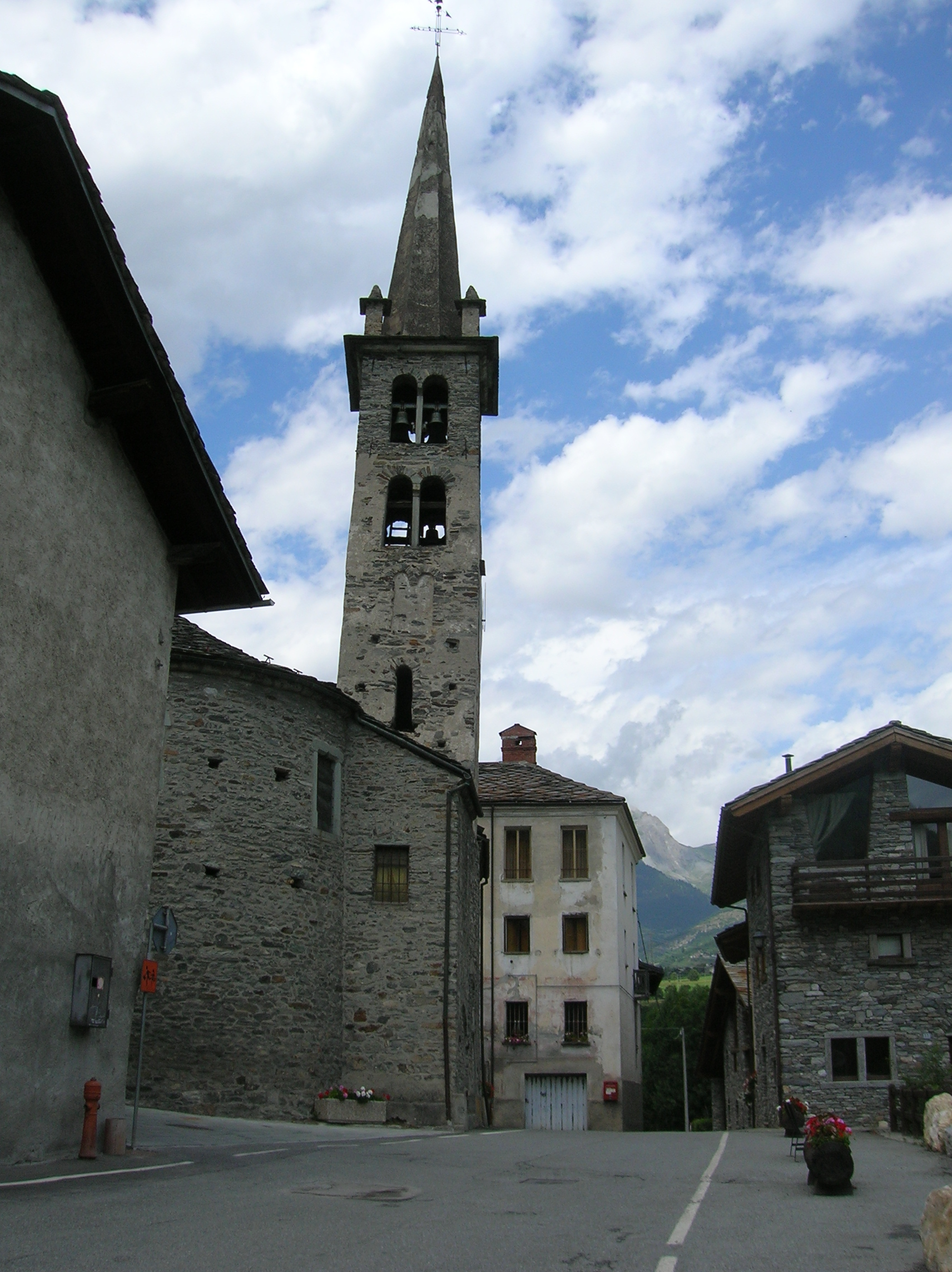
L'église paroissiale Saint-Ours de Derby
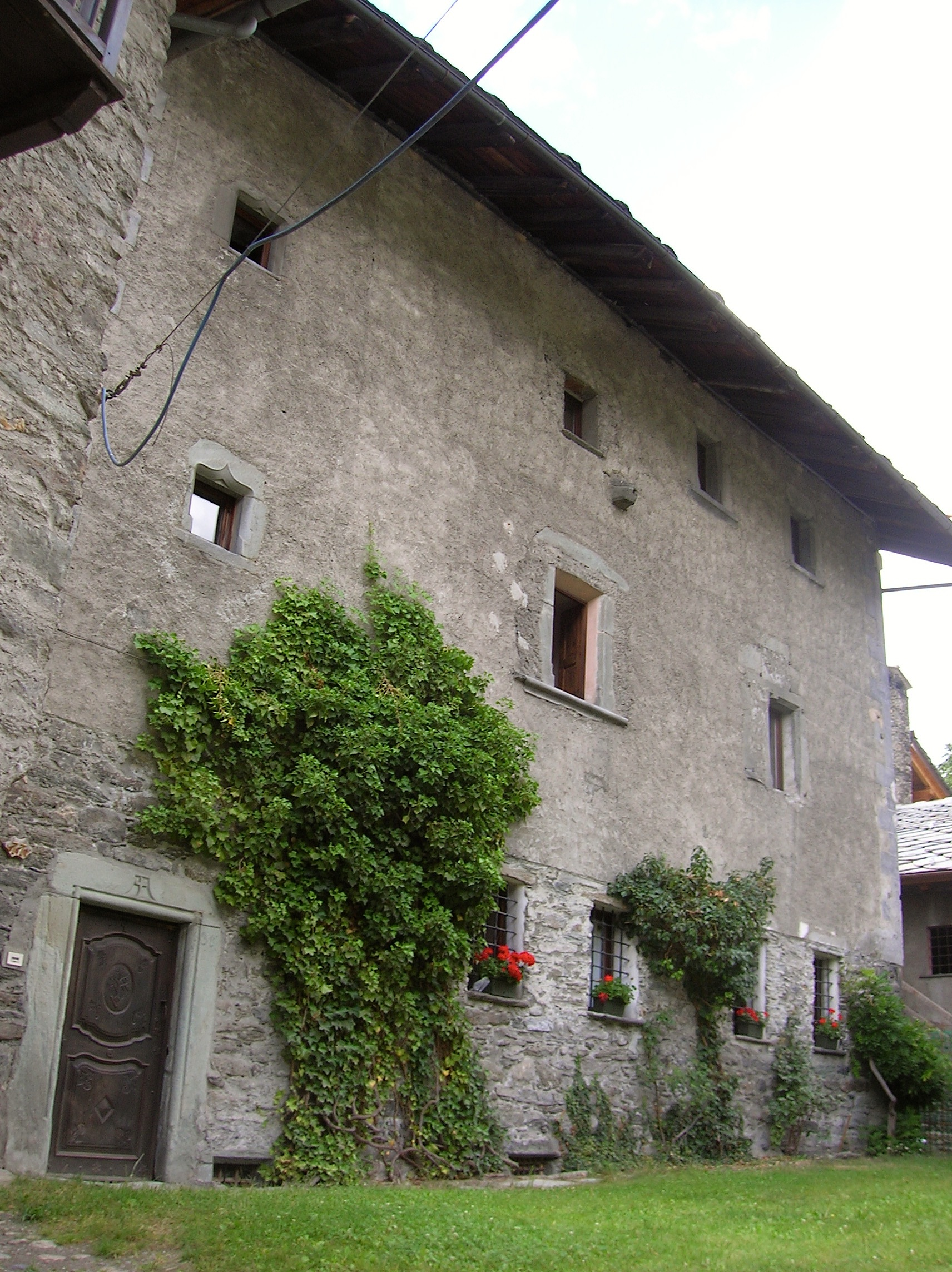
Le château judiciaire de Derby
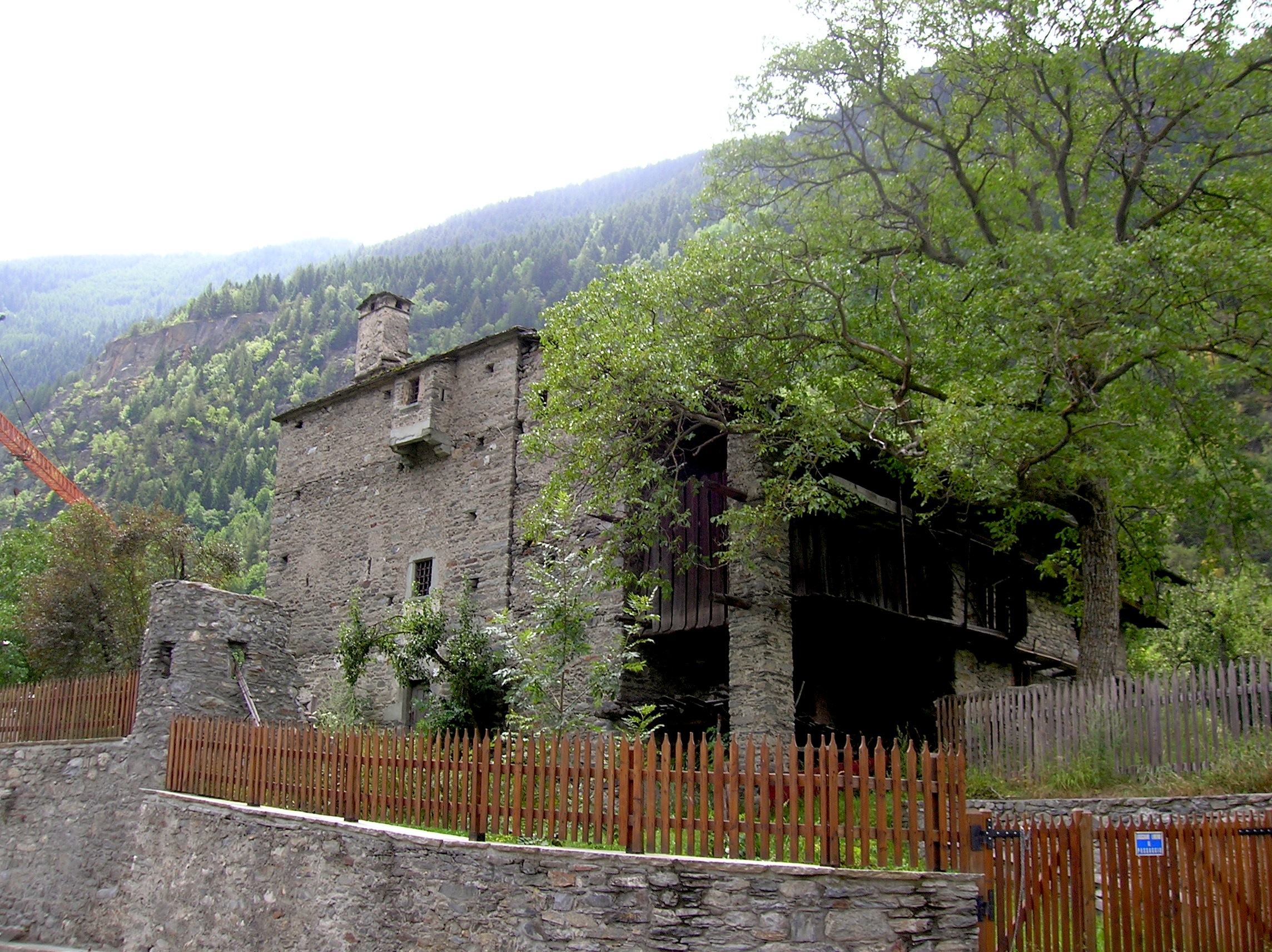
Le château notarial de Derby
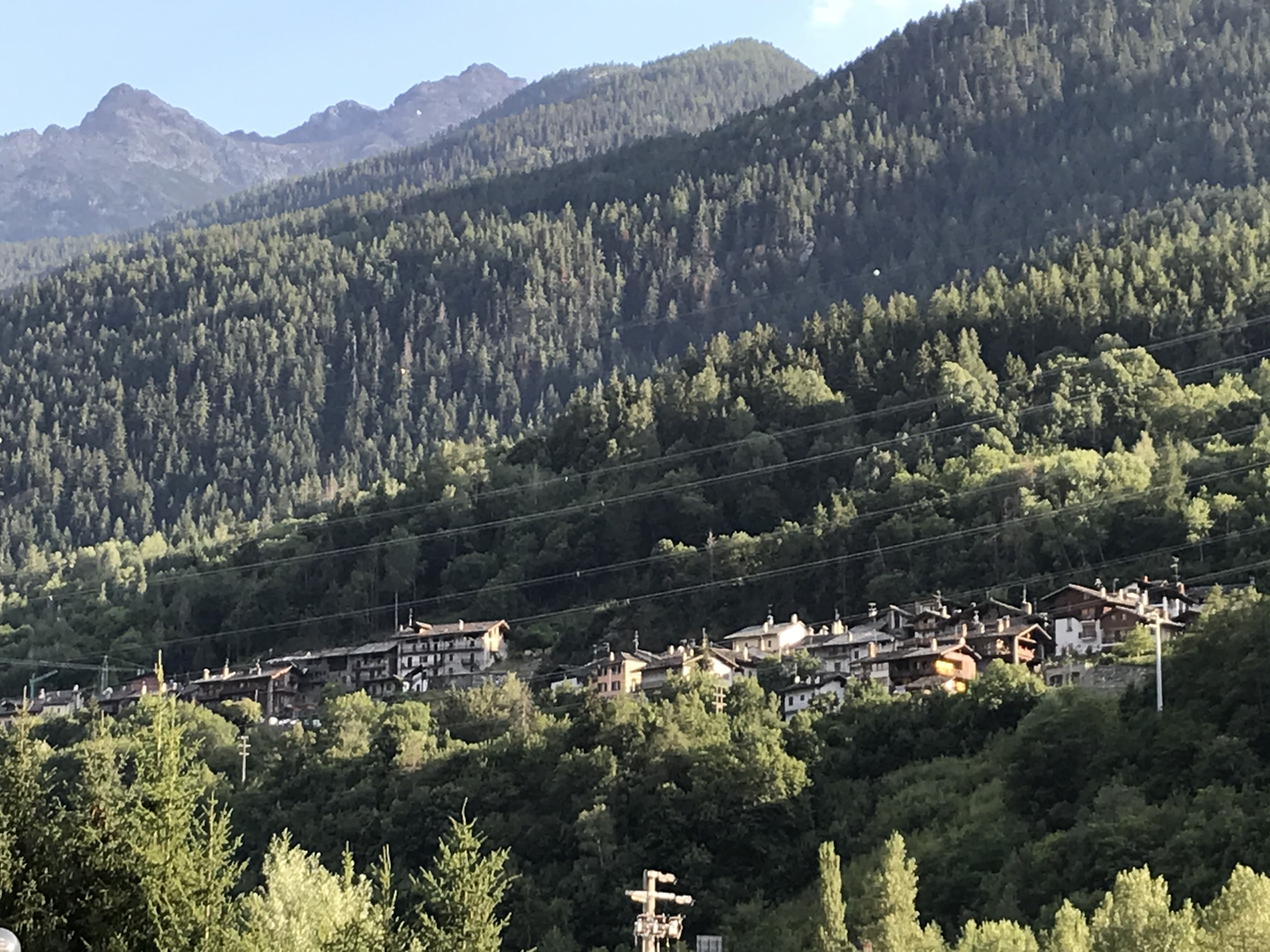
Le hameau de Chabodey

## Jumelage
- Saint-Just-le-Martel (France) depuis 2018

## Transport
La commune dispose de deux gares sur la ligne de chemin de fer Aoste - Pré-Saint-Didier :
- La gare de Derby, près de la bifurcation pour Derby sur la RN 26 ;
- La gare de La Salle, près de la bifurcation pour Chabodey.

## Administration
| Période                                  | Période  | Identité                                                          | Étiquette        | Qualité                 |
| ---------------------------------------- | -------- | ----------------------------------------------------------------- | ---------------- | ----------------------- |
| 1567                                     | 1596     | Nicolas Charreri, Urbain Peczi, Ludovicus Savoye                  |                  |                         |
| 1596                                     | 1614     | François Allison, Pierre Audeman, François Donnet                 |                  |                         |
| 1614                                     | 1633     | Cassien Donnet, Pierre Echarlod, François Requédaz                |                  |                         |
| 1633                                     | 1648     | Pierre Bellicand, Grat Chabod, Antoine Charrey                    |                  |                         |
| 1648                                     | 1648     | Pierre Bellicand, Grat Chabod, Antoine Charrey                    |                  |                         |
| 1648                                     | 1662     | Grat Coquoz, Robert Jota, Cassien Odeman                          |                  |                         |
| 1662                                     | 1671     | Michel Battendier, Pantaléon Pascal, Cassien Plassier             |                  |                         |
| 1671                                     | 1693     | Antoine Battendier, François Guillod, Grat Varbord                |                  |                         |
| 1693                                     | 1694     | Pierre Guidon, Lucquin Martinet, Cassien Charrey                  |                  |                         |
| 1694                                     | 1701     | Léonard Requédaz, Antoine Guillod, Antoine Pascal                 |                  |                         |
| 1701                                     | 1706     | Laurent David, Cassien Alleyson, Urbain Donnet                    |                  |                         |
| 1706                                     | 1711     | Michel Charrey, Michel Vailler, Joseph Donnet                     |                  |                         |
| 1711                                     | 1715     | Pierre Charrey, Georges Gerbolier, Pantaléon Pascal               |                  |                         |
| 1715                                     | 1719     | Pierre Cheverel, Jean-François Moret, François Pascal             |                  |                         |
| 1719                                     | 1724     | Jean-Antoine Martinet, Pierre Gras, Jean-Pierre Plat              |                  |                         |
| 1724                                     | 1735     | Jean-Laurent Requédaz, Jean-Joseph Varbord, Jean-François Vailler |                  |                         |
| 1735                                     | 1742     | Jean-Joseph Mattel                                                |                  |                         |
| 1742                                     | 1753     | Antoine Mattel, Sulpice Coccoz, Pierre-Antoine Plat               |                  |                         |
| 1753                                     | 1759     | Pierre-François Parayson, Pierre Michon, Michel Donnet            |                  |                         |
| 1759                                     | 1764     | Pierre Proment, Pantaleon Valier, Joseph Martinet                 |                  |                         |
| 1764                                     | 1776     | Jean-Michel Pascal                                                |                  |                         |
| 1776                                     | 1782     | Pierre-Joseph Pascal                                              |                  |                         |
| 1782                                     | 1786     | Cassien Plassier                                                  |                  |                         |
| 1786                                     | 1789     | Gaspard Alayson                                                   |                  |                         |
| 1789                                     | 1790     | Michel Farconney                                                  |                  |                         |
| 1790                                     | 1797     | Jean-François Plassier                                            |                  |                         |
| 1797                                     | 1815     | Cassien Coccoz                                                    |                  |                         |
| 1815                                     | 1816     | Jean-Barthélemy Favre                                             |                  |                         |
| 1821                                     | 1826     | Jean-François Pascal                                              |                  |                         |
| 1826                                     | 1827     | Jean-Michel Jaccoz                                                |                  |                         |
| 1827                                     | 1833     | Jean-Michel Chabod                                                |                  |                         |
| 1833                                     | 1835     | Louis-Joseph Plassier                                             |                  |                         |
| 1841                                     | 1842     | Joseph Milliéry                                                   |                  |                         |
| 1842                                     | 1845     | François Favre                                                    |                  |                         |
| 1845                                     | 1850     | Cassien-Frédéric Donnet                                           |                  | Notaire                 |
| 1850                                     | 1859     | Joseph Milliéry                                                   |                  |                         |
| 1859                                     | 1861     | Jean-Paul Pascal                                                  |                  |                         |
| 1861                                     | 1869     | Joseph Milliéry                                                   |                  |                         |
| 1869                                     | 1875     | Jean-Pantaléon Alleyson-Plat                                      |                  |                         |
| 1875                                     | 1878     | Pierre-Joseph Chabloz                                             |                  |                         |
| 1879                                     | 1880     | Pierre-Boniface Hyvoz                                             |                  |                         |
| 1885                                     | 1895     | Joseph-Cassien Vevey                                              |                  |                         |
| 1895                                     | 1897     | Balthesard Haudemand                                              |                  |                         |
| 1897                                     | 1900     | Darius Coccoz                                                     |                  |                         |
| 1901                                     | 1915     | Octave Donnet                                                     |                  | Notaire                 |
| 1915                                     | 1921     | Joseph Donnet                                                     |                  |                         |
| 1921                                     | 1926     | Frédéric Haudemand                                                |                  |                         |
| 1926                                     | 1928     | Joseph Fusinaz                                                    |                  | Podestat                |
| 1928                                     | 1928     | Pantaléon Chabod                                                  |                  | Vice-podestat           |
| 1928                                     | 1929     | Joseph Manetti                                                    |                  | Commissaire préfectoral |
| 1929                                     | 1934     | Joseph Manetti                                                    |                  | Podestat royal          |
| 1935                                     | 1935     | Jacopo Guerrazzi                                                  |                  | Podestat royal          |
| 1935                                     | 1936     | Pierre Bouc                                                       |                  | Commissaire préfectoral |
| 1936                                     | 1945     | Maurice Gerbore                                                   |                  | Podestat                |
| 1945                                     | 1945     | Pierre Carral                                                     |                  | Commissaire             |
| 1945                                     | 1956     | Pierre Carral                                                     |                  | Syndic                  |
| 1957                                     | 1975     | Laurent Vailler                                                   |                  | Maître d'école          |
| 1975                                     | 1976     | Pierre Tampan                                                     |                  | Syndic                  |
| 1977                                     | 1978     | François Fosson                                                   |                  | Commissaire             |
| 1979                                     | 1987     | Léon Bertolin                                                     |                  | Syndic                  |
| 1988                                     | 1993     | Darius Coccoz                                                     |                  | Syndic                  |
| 1993                                     | 2000     | Léon Bertolin                                                     |                  | Syndic                  |
| 2000                                     | 2000     | Elio Pau                                                          |                  | Syndic                  |
| 2000                                     | 2015     | Cassien Pascal                                                    | Union valdôtaine | Syndic                  |
| 2015                                     | En cours | Loris Salice                                                      |                  | Syndic                  |
| Les données manquantes sont à compléter. |          |                                                                   |                  |                         |

### Hameaux
Chabodey, Le Pont, La Clusaz, Croix-des-Prés, Écharlod, Écharlod dessus, Chez Béneyton, Fenêtre, Charvaz, Moras, Chez-les-Rosset, Villair, Cré, Villaret, Derby, Chez-les-Gontier, Le Champ, Écours, Prarion, Moyes, Cottin, Chaffieron, Châtelard, Le Château, Beauregard, Villarisson, Remondey, Les Places, Chaffiéry, Arbétey, Chez-les-Baud, Chez-les-Émonet, Beillardey, Chéverel, Challancin, Grassey, Morge, Planaval, Piginière, Chez-Borgne

### Communes limitrophes
Avise, Courmayeur, La Thuile, Morgex, Saint-Rhémy-en-Bosses

### Évolution démographique
Habitants recensés